# Steve Avila
Estaban Avila, detto Steve (Dallas, 5 agosto 1999), è un giocatore di football americano statunitense che milita nel ruolo di offensive guard per i Los Angeles Rams della National Football League (NFL).

## Carriera universitaria
Avila passò la sua prima stagione a TCU come redshirt, potendo cioè allenarsi con la squadra ma non scendere in campo. L'anno successivo disputò 11 partite. Nella terza stagione disputò 9 gare come titolare, 6 come centro, 2 come tackle destro e una come guardia. A fine anno fu inserito nella formazione ideale della Big 12 Conference dall'Associated Press. Nel 2022 fu premiato come All-American.

## Carriera professionistica
Avila fu scelto nel corso del secondo giro (trentaseiesimo assoluto) del Draft NFL 2023 dai Los Angeles Rams. Debuttò come professionista partendo come titolare nella gara del primo turno vinta contro i Seattle Seahawks. La sua prima stagione si chiuse disputando tutte le 17 partite come titolare, venendo inserito nella formazione ideale dei rookie dalla Pro Football Writers of America.

## Palmarès
- PFWA All-Rookie Team - 2023